# Panaxia latefasciata
Panaxia latefasciata är en fjärilsart som beskrevs av Bubacek. 1915. Panaxia latefasciata ingår i släktet Panaxia och familjen björnspinnare. Inga underarter finns listade i Catalogue of Life.